# Pálma von Pászthory

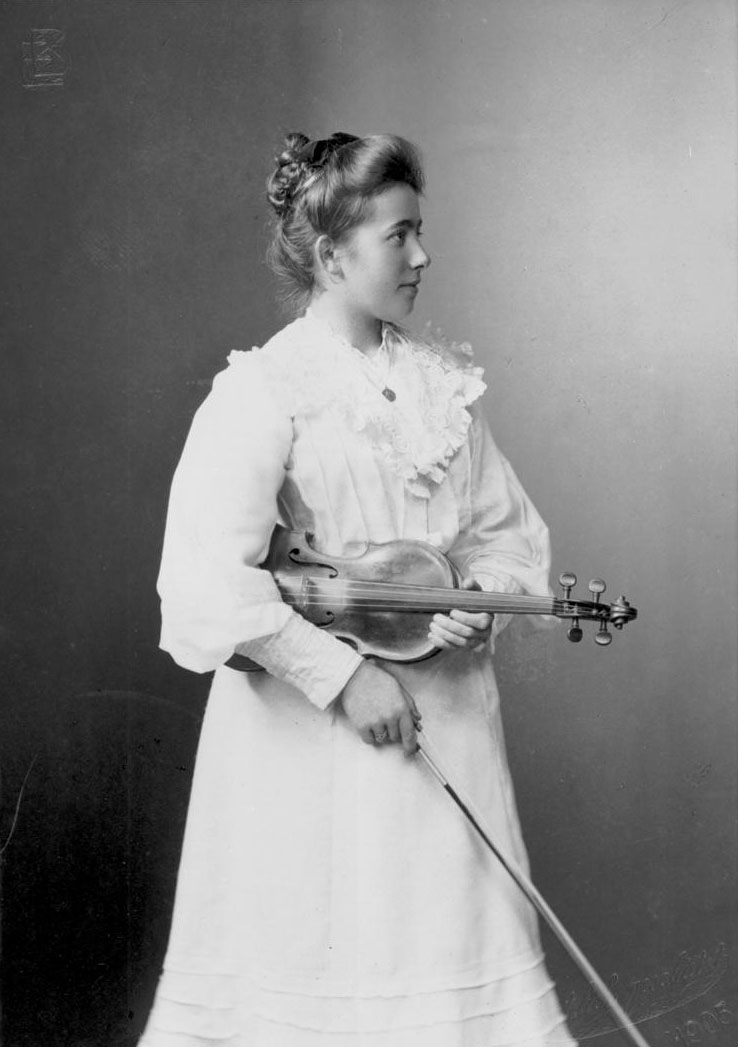
Pálma von Pászthory

Pálma von Pászthory (* 23. Mai 1884 in Budapest; † 19. Mai 1958 in Weilheim/Oberbayern oder Haar) war eine ungarische Violinistin und Violinpädagogin. Sie war über ein halbes Jahrhundert lang im öffentlichen Musikleben Deutschlands und Österreichs präsent. Als Solistin und Kammermusikerin konzertierte sie in ganz Deutschland.

## Leben
Pálma von Pászthory erhielt ersten Klavierunterricht von ihrer Mutter, erhielt aber im Alter von sieben Jahren Violinunterricht, u. a. in Wien bei August Duesburg. 1893 zog sie mit ihrer Mutter nach Nürnberg, wo sie Unterricht von Julius Blankensee, einem Schüler Joseph Joachims, erhielt.
Ab 1897 studierte Pálma von Pászthory am Hoch’schen Konservatorium in Frankfurt am Main bei Fritz Bassermann, Theorieunterricht erhielt sie von Iwan Knorr.
1899 wechselte sie an die Königliche Hochschule für Musik in Berlin, eine Vorgängerinstitution der Universität der Künste, und wurde Schülerin von Andreas Moser und Joseph Joachim. Sie schloss ihr Studium 1902/03 ab und erhielt 1904 den 1500 Mark dotierten Mendelssohn-Preis. In den folgenden Jahren arbeitete sie als Musikpädagogin, u. a. bis 1908 in Linz, zwischen 1908 und 1914 in Leipzig und Berlin. 1914 erhielt sie eine Stelle als Violinpädagogin am Ochs-Eichelberg-Konservatorium in Berlin. Sie spielte zu der Zeit in dem Klaviertrio der Pianistin Ella Jonas-Stockhausen zusammen mit der Cellistin Eugenie Stoltz-Premyslav.
1916 zog sie nach München und heiratete dort 1918 den Biologen Hugo Erdmann. Das Paar ließ sich in Tutzing nieder. Pálma von Pászthory unterrichtete nochmals zwischen 1923 und 1925 in Linz und wirkte dort ebenfalls als Konzertmeisterin des Vereinsorchesters. Später wurde sie musikalische Leiterin der Münchner Volkshochschule. Nach dem Tod ihres Ehemannes 1942 zog sie nach Weilheim in Oberbayern.
„Parallel zu ihrer musikpädagogischen Tätigkeit trat Pálma von Pászthory regelmäßig als Solistin und Kammermusikerin auf und konzertierte in Deutschland, Österreich, Ungarn und der Schweiz. Ihr Repertoire umfasste die einschlägige Violinliteratur, darunter sowohl ältere Werke, wie z. B. Sonaten von Johann Sebastian Bach und Heinrich Ignaz Franz von Biber, als auch das klassisch-romantische Repertoire mit Solokonzerten und Kammermusik von Wolfgang Amadeus Mozart, Ludwig van Beethoven, Johannes Brahms und Joseph Joachim.“